# Sylvie-E. Saliceti
 (mai 2018).
Si vous disposez d'ouvrages ou d'articles de référence ou si vous connaissez des sites web de qualité traitant du thème abordé ici, merci de compléter l'article en donnant les références utiles à sa vérifiabilité et en les liant à la section « Notes et références ».
Pour les articles homonymes, voir Saliceti.
Sylvie-E. Saliceti, née le 9 mai 1966 à Saint-Julien-en-Genevois (Haute-Savoie), est un écrivain français,.

## Biographie
Sylvie-E. Saliceti est une ancienne avocate, titulaire du diplôme d’aptitude aux fonctions de notaire du CFPN. Elle mène ses activités juridiques et littéraires en parallèle durant quelques années, avant de décider, en 2009, de se consacrer progressivement à l’écriture,.
En 2009, elle reçoit le Prix Amphoux de l'Académie des Sciences, Lettres et Arts de Marseille.
En 2016, elle fait partie de la sélection finale du Prix de l’Académie Mallarmé,.
En 2017, elle obtient un doctorat en littérature française délivré par l'Université Sorbonne Paris Cité.

### Publications en volumes
- La Voix de l’eau, Éditions de l’Aire, Collection métaphores, Vevey, 2017.
- Couteau de lumière, Éditions Rougerie, Préface de Marc Dugardin, 2016.
- Et quand tu écriras, Éditions La Porte, 2015.
- Je compte les écorces de mes mots, Éditions Rougerie, postface de Bruno Doucey, 2013 (Une dizaine de notes de lecture ont été écrites à propos de cet ouvrage, notamment par Jean-Michel Maulpoix, Sabine Huynh, Lucien Noullez, Nicolas Rouzet, Pierre Kobel, Lucien Wasselin.)
- Les Papillons de Kracov, quand nous ne lirons plus les livres sous la mer, gouache de Sophie Grandval, Éditions du Canoë, 2021.
- Chjam'è rispondi, éditions le Réalgar, 2022

### Anthologies et collectifs
- Il n’y a pas de meilleur ami qu’un livre, Éditions Voix d’Encre, 2015.
- L’insurrection poétique, Éditions Bruno Doucey, 2015.
- Les Rocailles, une architecture oubliée (Collectif), Marsiho rocaille, Éditions Millénaires, 2014.
- La poésie et les arts, Éditions Bruno Doucey, 2014.
- Anthologie poétique francophone de voix féminines contemporaines, Éditions Voix d’encre, 2012.

### Publications en revue papier
- Revue Les Archers, extraits « La voix de l’eau », décembre 2015.
- Revue Souffles, Corail, 2e trimestre 2015.
- Revue Coup de soleil, 2014.
- Diptyque, revue littéraire et artistique, Printemps 2014, Entre-deux.
- Thauma, Revue de poésie et de philosophie fondée par Isabelle Raviolo, 2013, No 9, L’air
- Diptyque, revue littéraire et artistique, hiver 2010-2011, Versant 2 : Lumières intérieures, Chronique de lecture sur les Carnets de marche d’Angèle Paoli
- Phoenix, cahiers littéraires internationaux, no 3, « Partage des voix », juillet 2011, pp. 66-67
- Association Internationale des Belles Lettres, Revue Annuelle, No 1 & 2 , 2008, p. 57 & 67
- Autre Sud, Espace Méditerranéen, Albert Camus, Cahiers trimestriels, no 44, mars 2009, p. 59
- Revue des Arts et Lettres, No 200, Décembre 2006, p. 8
- Porte des Poètes (La), poèmes Septembre & Décembre 2006

### Publications Internet
- Présence dans diverses revues (recensions, extraits ….) : La pierre et le sel, Recours au poème, Texture, Terres de femmes, Aquarium vert, La Cause littéraire …

## Prix
- Prix Amphoux 2009 décerné par l’Académie des Sciences, Lettres et Arts de Marseille[3]
- Prix poétique 2007 de l’Association internationale des Belles Lettres pour Le Silence des orfèvres[1],[2]